# Ippei Kokuryo
Ippei Kokuryo (國領 一平 Kokuryo Ippei?), född 31 juli 1993 i Shiga prefektur, är en japansk fotbollsspelare.
Kokuryo började sin karriär 2012 i Kyoto Sanga FC. 2013–2014 blev han utlånad till Sagawa Printing Kyoto. 2015 blev han utlånad till MIO Biwako Shiga. Han gick tillbaka till Kyoto Sanga FC 2016. 2017 flyttade han till AC Nagano Parceiro.